# Trímetro yámbico
El trímetro yámbico es un tipo verso germinado en la poesía griega que se basa en el yambo (∪ —) y que consta de tres metros yámbicos que adoptan el siguiente esquema:
X — ∪ — |X — ∪ — |X — ∪ — |
Es una estructura fija e inflexible en los yambógrafos arcaicos; pero en el drama y sobre todo en la comedia, podemos asistir a sustituciones y resoluciones:
	∪ ― (yambo) puede ser sustituido por ∪ ∪ ∪ (tríbraco).
	― ― (espondeo) por ∪ ∪ ― (anapesto) o por ― ∪ ∪ (dáctilo) y ∪ ∪ ∪ ∪ (proceleusmático).
Además, puede presentar las cesuras trihemímera, pentemímera y heptemímera, pero nunca diéresis.
En el trímetro yámbico se cumple la Ley de Porson, es decir, si el verso termina en palabra trisílaba y a esta le precede una palabra polisílaba, la última sílaba de esta (la penúltima palabra) debe ser siempre breve.
Fue utilizado en primer lugar en la lírica yambógrafa griega del s. VII a. C., pero con posterioridad este tipo de versificación será adoptado también por las partes recitadas de los  géneros teatrales, la comedia griega y la tragedia griega.